# Chitasida albescens
Chitasida albescens là một loài bướm đêm trong họ Noctuidae.